# Untere Walkmühle (Sachsen bei Ansbach)
Untere Walkmühle (fränkisch: Unda-Walkmil) ist ein Gemeindeteil der Gemeinde Sachsen bei Ansbach im Landkreis Ansbach (Mittelfranken, Bayern). Untere Walkmühle liegt in der Gemarkung Ratzenwinden.

## Geografie
Die Einöde liegt am Büchenbach, einem rechten Zufluss der Fränkischen Rezat. Sie ist im Norden vom Seeholz und im Süden vom Bergholz umgeben. 0,5 km nordöstlich liegen die Seeholzäcker. Es führt eine Gemeindeverbindungsstraße nach Steinbach (1,2 km nördlich) bzw. an der Oberen Walkmühle vorbei nach Ratzenwinden (0,8 km südlich).

## Geschichte
Die Mühle wurde 1719 erbaut und wurde in den Oberamtsbeschreibungen des Fürstentums Ansbach von Johann Georg Vetter aus dem Jahr 1732 als „Walck Mühl“ erstmals erwähnt. Als die circa 500 Meter flussaufwärts errichtete Mühle 1746 ebenfalls zum Walken eingesetzt wurde, bürgerte sich die Unterscheidung zwischen unterer und oberer Walkmühle ein, so z. B. 1809 belegt als „untere Walckmühle“. Daneben wurden beide Mühlen auch als „Ratzenwinderwalkmühle“ (1818) bzw. „Razenwinderswalkmühlen“ (1832) bezeichnet. Von der ursprünglichen Mühle ist heute nichts mehr erhalten geblieben.
Gegen Ende des 18. Jahrhunderts gehörte die Untere Walkmühle zur Realgemeinde Ratzenwinden. Sie hatte das brandenburg-ansbachische Hofkastenamt Ansbach als Grundherrn. Unter der preußischen Verwaltung (1792–1806) des Fürstentums Ansbach erhielt die Untere Walkmühle bei der Vergabe der Hausnummern die Nr. 11 des Ortes Ratzenwinden. Von 1797 bis 1808 unterstand der Ort dem Justiz- und Kammeramt Ansbach.
Im Rahmen des Gemeindeedikts wurden die Ratzenwinderwalkmühlen dem 1808 gebildeten Steuerdistrikt Brodswinden zugeordnet. Es gehörte auch der 1811 gegründeten Ruralgemeinde Brodswinden an.
Am 10. August 1836 wurden die Ratzenwinderwalkmühlen in die neu gebildete Gemeinde Ratzenwinden umgemeindet. Diese wurde am 1. Januar 1972 im Zuge der Gebietsreform in Bayern in die Gemeinde Sachsen bei Ansbach eingegliedert.

## Einwohnerentwicklung
| Jahr      | 001840 | 001861 | 001871 | 001885 | 001900 | 001925 | 001950 | 001961 | 001970 | 001987 |
| Einwohner | 7      | *      | 6      | 4      | 3      | 3      | 3      | 5      | 6      | 5      |
| Häuser    | 1      |        |        | 1      | 1      | 1      | 1      | 1      |        | 1      |
| Quelle    | [ 16 ] | [ 17 ] | [ 18 ] | [ 19 ] | [ 20 ] | [ 21 ] | [ 22 ] | [ 23 ] | [ 24 ] | [ 1 ]  |

## Religion
Der Ort ist evangelisch-lutherisch geprägt und nach St. Alban (Sachsen bei Ansbach) gepfarrt. Die Einwohner römisch-katholischer Konfession sind nach St. Johannes (Lichtenau) gepfarrt.